# Gegenstand
Gegenstand ist ein mehrdeutiger Ausdruck, der als Fachbegriff unter anderem in der Erkenntnistheorie, Rechtswissenschaft oder Bildenden Kunst mit unterschiedlichem Begriffsinhalt einschlägig ist. Gegenstände und Begriffe werden oft in Bezug aufeinander bestimmt: Ein Begriff ist eine Denkeinheit, „die aus einer Menge von Gegenständen unter Ermittlung der diesen Gegenständen gemeinsamen Eigenschaften mittels Abstraktion gewonnen wird“. Ein Gegenstand ist ein „beliebiger Ausschnitt aus der wahrnehmbaren oder vorstellbaren Welt“. Gegenstände sind konkrete Dinge, mit denen wir zu tun haben und über die wir sprechen wollen. Im weiteren Sinne fassen wir unter Gegenstand auch abstrakte Sachverhalte, wie beispielsweise eine Investition oder auch Vorgänge, wie z. B. ein Messinstrument kalibrieren, zusammen.
Der Gegenstand ist als realer Gegenstand das, was Sinnesreize auslösen kann, als wahrgenommener Gegenstand das, was in der Wahrnehmung als Erscheinung auftritt erscheint oder als Gegenstand der Vorstellung das, was in Denkprozessen vorgestellt wird oder das Ziel von Absichten oder Handlungen ist. Das Erkennen eines Gegenstandes gilt als Ausgangsbedingung für einen weiteren Erkenntnisgewinn, für den Gebrauch des Gegenstandes oder für die Kommunikation über diesen Gegenstand.
Unter den Begriff des Gegenstands kann daher vieles fallen; manche meinen, damit kann man „alles meinen, wovon überhaupt die Rede ist“.

## Etymologie
Das deutsche Wort „Gegenstand“ ist eine Substantivbildung aus „gegenstehen“ beziehungsweise „entgegenstehen“. Das Dictionarum latinogermanicum des Petrus Dasypodius (1536) enthielt den Begriff noch nicht. Das Substantiv entwickelte sich nach dem Deutschen Wörterbuch der Brüder Grimm aus dem Verb „gegenstehen“. Die Brüder Grimm führten das Wort auf den Schriftsteller Johann Fischart zurück, der im Jahre 1579 in seinem erfolgreichen Buch Binenkorb Des Heyl. Römischen Imenschwarms schrieb: „Von der zeit an sind allezeit vil tapfere männer in der wehr und rüstung gewesen, welche mit schreiben und predigen dem papst gegenstand gehalten haben“. Darauf bezieht sich auch der Rechtswissenschaftler Gerhard Köbler. Seit dem 16. Jahrhundert werde es in der heutigen Bedeutung verwendet.
Seit dem 18. Jahrhundert wird es – statt zuvor „Gegenwurf“ oder „Widerschein“ fachsprachlich in philosophischen Kontexten als Entsprechung zu lateinisch obiectum (das Entgegengeworfene) gebraucht.
Erst seit dem 19. Jahrhundert ist das Adjektiv gegenständlich in Gebrauch, um Anschauliches und Konkretes, wie beispielsweise einen Gebrauchsgegenstand, vom Abstrakten abzugrenzen.

## Wortverwendung

### Philosophie
Es existieren zusätzlich engere oder abweichende Verwendungen, etwa im Sinne des inneren Gehalts, Inhalts, Themas oder der Bedeutung beispielsweise einer sprachlichen Äußerung. In philosophischen Debatten u. a. zur Epistemologie, Sprachphilosophie und Ontologie wird und wurde „Gegenstand“ als Fachterminus unterschiedlich bestimmt. Kontrovers war und ist beispielsweise, ob nur – ggf. potenziell – direkt empirisch „Gegebenes“ als „Gegenstand“ in Frage komme; ob unter bloß gedachten Objekten auch Schimären oder widersprüchliche Merkmalszusammenstellungen „Gegenstände“ heißen können; ob von einem „Gegenstand“ zu sprechen, mit einer Existenzpräsupposition einhergeht.

„Das Wort ... begegnet zuerst im 16. Jh. in der Bedeutung von „Widerstand“, später als „das Entgegenstehende“ und seit dem 18. Jh. als Übersetzung von „Objekt“; in dieser Bedeutung wird es inner- und außerhalb der Philosophie üblich. Mit G. ist dabei in ganz allgemeiner Bedeutung all jenes gemeint, das überhaupt gegeben ist.“

Spätestens seit dem 18. Jahrhundert wird Gegenstand als zentraler Term in der Ontologie eingesetzt. Ludwig Heinrich von Jakob zufolge (1788) kommt jedem denkbaren Ding entweder ein Merkmal zu oder es kommt ihm nicht zu; deshalb wird ein Objekt durch das Denken bestimmt. Besonders seit Immanuel Kant wird Gegenstand als Bezeichnung für alles das begriffen, was dem Subjekt als erkennendem Ich in der Außenwelt „gegenübersteht“. Damit fallen auch die Abgrenzungen gegenüber ähnlichen Begriffen wie dem Ding, der Sache, dem Objekt, Phänomen oder einer Entität schwer.
Gottlob Frege unterschied 1892 Begriff und Gegenstand in seinem Aufsatz Über Begriff und Gegenstand. Wilhelm Kamlah definiert Gegenstand als dasjenige, auf das mit einer deiktischen Geste hingewiesen werden kann, oder das einen Eigennamen oder eine Kennzeichnung trägt.
In der Phänomenologie meint das Wort Gegenstand das unabhängig existierende Ding, auf das sich unsere Vorstellung oder Urteil richtet, andererseits das dem Bewusstsein immanente Objekt. Gegenstand ist, was den Wahrnehmungen, Erinnerungen, Urteilen oder der Phantasie gegenübersteht oder was vorgestellt wird oder vorgestellt werden kann. Hermann Schmitz unterscheide „zwischen vollständigen und unvollständigen Gegenständen. Vollständig ist ein Gegenstand, wenn er genau in seinem Sosein bestimmt werden kann. Unvollständig ist er, wenn mit ihm, da keiner Kennzeichnung ganz zugänglich, kein klarer und einheitlicher Sinn verbunden werden kann.“

### Wissenschaft
Der Erkenntnisgegenstand (oder das Erkenntnisobjekt) ist der Forschungsgegenstand einer Einzelwissenschaft, durch den sich Wissenschaften unterscheiden lassen. Alternativ ist es auch möglich, dass sich verschiedene Wissenschaften demselben Gegenstand mit unterschiedlichen Methodiken nähern. Dem widersprechen die Ideen des Theorienrealismus und der Einheitswissenschaft.

### Rechtswissenschaft
Gegenstand ist in der Rechtswissenschaft alles, was Rechtsobjekt sein kann. Der Gegenstand wird als Oberbegriff aufgefasst für Sachen, Forderungen, Immaterialgüterrechte sowie Vermögensrechte, nicht jedoch für Persönlichkeits- und Familienrechte. Nach § 90 BGB sind Sachen nur körperliche Gegenstände, woraus im Umkehrschluss folgt, dass auch andere als körperliche Gegenstände dem Anwendungsbereich des BGB unterfallen. Unter Sache wird stets ein körperlicher Gegenstand verstanden; wo sich eine Rechtsnorm sowohl auf Sachen als auch auf Rechte bezieht, wird der Ausdruck Gegenstand verwendet. Das hat zur Folge, dass der Sachkauf in § 433 BGB geregelt ist, während § 453 Abs. 1 BGB den „Kauf von Rechten und sonstigen Gegenständen“ zum Inhalt hat und die Vorschriften über den Sachkauf für anwendbar erklärt. Hierunter fallen Sachgesamtheiten wie ganze Unternehmen (Unternehmenskauf), Arztpraxen oder Bibliotheken.

### Bildende Kunst
Im Bereich den bildenden Künsten wird Gegenständliche Malerei beispielsweise von abstrakter, konstruktivistischer Malerei abgegrenzt. Die Objektkunst ist eine weitere Kunstform, in der vorgefundene, bearbeitete oder verfremdete Gegenstände zum Kunstwerk werden. Ein Beispiel ist der „Stierschädel“ (« Tête de taureau », auch „Fahrradsattel“ genannt, 1942) von Pablo Picasso.
Als gegenständliche Kunst werden Stilrichtungen bezeichnet, in denen Personen, Lebewesen oder Gegenstände dargestellt werden im Gegensatz zur abstrakten Kunst oder konkreten Kunst.